# 닭

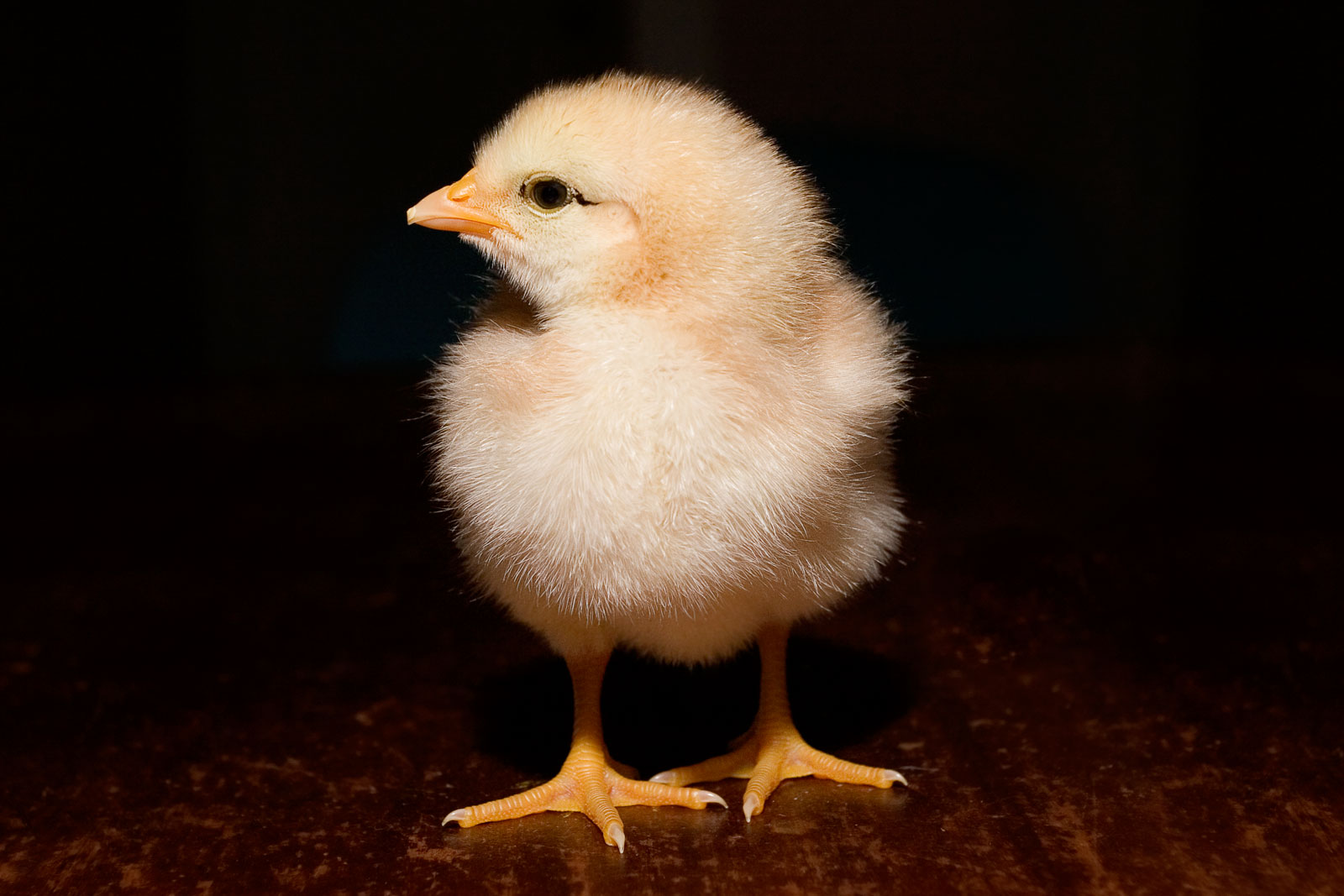
갓 태어난 병아리

닭(학명: Gallus gallus domesticus)은 닭목 꿩과에 속하는 가축화된 새이며, 적색야계의 아종이다.
닭은 가장 흔하고 널리 퍼져 있는 가축 중 하나이다. 미국의 통계 전문 기관인 스테티스타에 따르면 2016년 기준 지구 상에 최소 227억마리의 닭이 존재하며, 이는 다른 어떤 조류보다도 수요가 압도적으로 많은 것이다. 인간은 닭을 주로 고기와 알과 같은 식품을 얻기 위해 기르며, 드물게는 반려동물으로 키우기도 한다. 닭의 기원에 대해서는 분명치 않으나 기원전 6000-8000년 즈음 동남아시아 일대에 서식하던 야생 적색야계가 인간에 의해 가축화되어 지금의 닭이 되었다는 가설이 가장 유력하다. 암탉은 길들여지기 전에는 1년에 몇 번, 수탉과 짝짓기를 하고 나서에만 유정란을 낳았지만 길들여진 후에 무정란을 낳기 시작했다.
서구권에서 닭은 원래 닭싸움이나 종교적인 의식을 위해 키웠으며 헬레니즘 시대가 지나고 나서야 비로소 식용으로 키우기 시작하였다. 닭의 어린 개체는 병아리라 부른다. 닭의 알은 "달걀" 또는 "계란"이라 부른다.

## 외형
머리꼭지에 벼슬이 있고, 부리 아래에는 육수(肉須)라고 하는 붉은색 피부가 늘어져 있다. 자란 닭은 몸무게는 약 0.5 ~ 5 kg이다. 목은 품종에 따라 짧기도 하고 길기도 하다. 몸은 깃털로 덮여 있으며, 다리와 발은 비늘에 싸여 있다. 깃털들은 추운 날씨에도 체온을 따뜻하게 유지시킨다. 맨살이 드러난 부분인 볏과 육수는 많은 양의 혈액이 흐르기 때문에 붉은색을 띠는데, 땀을 흘리는 대신 이 부위를 통해 체온을 조절한다. 머리의 양 옆에는 귓불이 있는데, 품종에 따라 붉은색 또는 흰색이다. 볏·육수·귓불은 닭의 품종을 구별하는 기준이 된다. 발에는 발톱이 있으며, 수컷은 각 발에 며느리발톱이라고 하는 뼈로 된 구조물이 있다.

## 습성 및 특징
닭은 한번에 몇 미터 정도밖에 날 수 없는데, 주로 적을 피하거나 잠을 자러 횃대에 오를 때 날아오른다. 닭이 잘 못 날게 된 이유는 좁은 사육공간에서 사육되다보니 비행근을 발달시키지 못했다는 설이 있다. 닭들을 야생에서 풀어 키우면 몇세대 안에서 야생화 된다.
닭은 발톱과 부리로 적에게 대항하고 적을 피해 달아날 때면 짧고 둥근 날개로 날아서 높은 곳에 올라가거나 달려서 달아난다.
닭은 숲속에서 풀잎이나 뜯어먹거나 흙을 파서 곤충과 식물의 씨 그리고 도마뱀과 작은 쥐까지도 찾아먹는다.
닭은 시각과 청각이 예민하지만, 후각은 사람보다 좋지 않다. 미각은 거의 없는 것으로 알려져 있다.
닭은 먹이를 모이주머니에 저장했다가 천천히 위로 내려보낸다. 소화액과 섞인 먹이는 모래주머니로 들어간다. 모래주머니는 위의 근육질 부분으로 닭이 삼킨 모래나 돌멩이가 들어 있다. 이러한 알갱이와 모래주머니의 벽이 움직여서 먹이를 갈아서 잘게 만든다.
닭의 수명은 보통 7~12년 정도이지만 양계장에서 기르지 않는 닭이라면 15년에서 길게는 25년정도의 수명이다. 30년이라는 주장도 있지만 이는 생물학적 최대 기대수명으로 평균적인 수명과는 다르다.
닭은 일부다처제이며 5~15마리정도 무리를 짓고 산다. 알은 품종마다 다르지만 1년에 200개 정도 낳는다. 알은 암탉이 품기 시작한지 21일이 되면 부화한다. 수탉은 4개월이면 울기 시작하고 암탉은 보통 6개월 정도 되면 알을 낳기 시작한다.
머리가 작아서 지능이 낮아 보이지만 연구결과 지능이 매우 높은 동물이다. 사고능력이 영장류와 비교해도 크게 밀리지 않고 추론과 유추능력은 7살 아이 수준이다. https://n.news.naver.com/mnews/article/001/0008935837?sid=102%7C#}}

## 가축화 및 분포
닭은 극지방을 제외한 전 세계에 분포되어 있다. 현재 사육되는 닭은 약 3000년~4000년 전에 미얀마·말레이시아·인도 등에서 야생닭을 가축화한 것으로 추측되며, 닭의 근원인 야계(野鷄)는 말레이시아·인도·인도네시아 및 중국 남부지방의 적색야계, 인도대륙 중부와 서남부의 회색야계, 실론군도의 실론야계 및 자바섬의 녹색야계 등이 있다. 그 중 집닭은 적색야계를 가축화 시킨 것이다. 집닭은 품종개량이 다양화되면서 육용종과 산란종, 겸용종, 애완종으로 나뉘어 있다. 
그 중에서 레그혼은 산란종에 속하는 품종으로서 원산지인 이탈리아에서 수입하여 미국과 영국에서 17세기 후반에 처음 개량된 것으로 알려지고 있다. 레그혼의 내종으로는 흑색종, 적세종, 횡반종, 백색종 등이 있다.
특히 닭은 인간에게 도축되는 모든 동물들 중에 가장 많이 희생되는 동물로 한국에서만 연간 10억 마리 이상 도축되고 전세계적으로 600억이상 도축된다.

## 천적
닭은 오리와 같은 가금류지만 가끔은 천적들에게 당하기가 쉽다. 그리고 닭은 전 세계에 퍼져있는 조류이기 때문에 지역하나하나에 있는 천적을 다 모아보면 천적이 어마무시하게 늘어난다. 그렇기 때문에 야생닭은 천적이 그리 많지 않다. 닭을 잡아먹는 천적으로는 여우, 족제비, 담비, 너구리, 오소리, 개, 삵, 스라소니, 보브캣, 치타, 표범, 서벌, 사자, 구름표범, 쇠족제비, 수리부엉이, 호랑이, 늑대, 승냥이, 코요테, 재규어, 자칼, 퓨마, 딩고, 리카온, 고양이, 카라칼 등이 있다. 약 2주령 안팎의 어린 병아리의 천적으로는 고양이과, 개과, 족제비과, 맹금류, 왕도마뱀, 뱀, 황소개구리 등이 있다.
가장 큰 천적은 인간이다.

## 애완 닭
닭을 애완동물로 기르는 것은 2000년대 도시와 교외 거주자들 사이에서 인기를 끌었다. 많은 사람들이 달걀 생산이나 닭고기를 얻기 위해 닭을 키우지만 닭에게 이름을 지어 고양이나 개와 같은 애완동물처럼 키우기도 한다. 사람들은 닭에게 포옹을 많이 하지 않지만, 닭을 키우는 반려인들은 손으로 음식을 닭에게 먹이를 먹이고, 닭이 무릎 위로 뛰어오르고, 손동작에 반응하는 것에 애정을 나타낸다.
닭들은 사교적이고 호기심이 많고 지능이 높은 새들이며, 많은 닭들은 그들의 행동이 재미있다고 생각한다. 또한 많은 사람들이 부엌 음식 찌꺼기를 닭에게 부분적으로 먹인다.

## 나라별 문화

### 한국 문화와 닭
닭의 새끼는 병아리라 부르며, 닭의 알은 달걀 또는 계란이라고 부른다. 십이지에 들어가는 유일한 조류이다.
- 닭은 12지 중의 10번째 동물이자 유일한 새이며, 한자로 '酉'로 표현한다. 최근에 찾아온 닭띠 해는 2017년이다. 1993년과 2005년도 닭의 해이다.
- 닭은 아침을 알리는 동물로 알려져 있다. 판소리계 고전소설인 《심청전》에서 공양미 삼백 석에 팔린 심청이 닭이 우는 소리를 듣고, 부친과 헤어짐을 슬퍼하여 "닭아, 울지 마라"라고 말하는 슬픈 내용이 나온다. 닭이 아침을 알리는데, 죽음을 앞둔 심청에게는 부친과의 헤어짐을 알리는 소리인터라 슬퍼하는 비장미를 이름을 알 수 없는 작가가 드러나도록 쓴 것이다.
- 경주 김씨의 시조 김알지의 탄생설화에 닭이 등장하는데, 신라왕이 닭의 울음소리가 나는 것을 듣고 흰 닭이 울고 있는 궤에서 사내아이가 나왔다.
- 대구의 옛이름이자, 고유어 이름인 달구벌의 달구는 닭을 뜻하는 말로 생각된다.
- 2007년 문화재청에서는 토종 닭으로 추정되는 고양 긴꼬리닭을 천연기념물로 지정 예고[16]하였으나 2008년 11월 반려되었다.
- 머리나쁜 사람을 "닭대가리"라 부르기도 한다. 닭이 머리가 나쁘다고 생각하여, 닭에 비유하는 관용어이다.
- 김홍도 화백이 그린 그림중에 고양이가 병아리를 물고 가는 그림이 있다.
- 윤동주 시인이 쓴 시들에도 엄마닭을 따라다니는 병아리, 닭(레그혼 종)이 나온다.

### 서양 문화와 닭
- 프랑스의 상징은 수탉이다.
- 캐나다 여성작가인 루시 모드 몽고메리 작가가 쓴 성장소설인 《빨간머리 앤》(Anne of Green Gables)에서 앤이 단짝 친구인(소설과 희곡에서는 불어로 콩피당트Confident라고 한다.)다이애나 배리와 함께 샬럿 타운에 있는 너도밤나무 집인 조세핀 할머니 댁에 다녀오는 길에 한창 자라는 청소년인 앤이 배고플 것을 걱정하셔서, 마릴라 아줌마가 준비하신 음식이 통닭이다. 동서문화사에서 빨간머리 앤을 완역하여 출판했는데, 번역자 김유경 선생에 의하면, 농민인 마릴라 아줌마가 집에서 기르는 동물인 닭을 잡은 행동은 앤을 매우 아낀 행동이다. 이 장면과 비슷한 내용이 한국 소설에도 나오는데, 심훈 작가가 1935년에 고향인 충청남도 당진군 송악리(노동자들의 잡지인 작은책에 의하면, 2020년 현재 당진군에서 상록수를 써서 농촌소설 갈래를 한국 현대문학사에 남긴 심훈 작가의 문학사에서의 발걸음을 기억하기 위해 심훈 작가가 글을 쓴 집을 보존하고 있으며, 영신이 동혁에게 보내주신 돈으로 종을 걸도록 하겠다고 쓴 편지를 보낸 내용을 상징하는 종을 비롯해 조형물을 전시한 문학공원을 만들었다.)에서 동아일보 공모전에 응모하기 위해 쓴 농촌계몽소설인 《상록수》에서도 몸이 약한 채영신 활동가가 박동혁 활동가가 활동하는 지역이자 고향인 한곡리에 쉬러 온 날(실제로는 쉬지 못하고 여성 농민들이 부인회를 조직하여 농민들의 삶이 나아지도록 하는 활동을 하도록 했음)을 쓴 장면에 닭이 나온다. 동혁의 친구 영배가 닭을 잡아서 아침밥상에 닭고깃국이 오르도록 한 장면인데, 그 자신도 어려운 처지이지만 채영신을 농촌활동을 같이 하는 동지로서 소중하게 여기고 환대하는 손대접이다. 채영신도 영배의 마음을 고맙게 받으면서, 배가 고픈 영배의 두 아들에게 닭고기를 주었다.
- 소크라테스의 유언 중 "우리는 의술의 신인 아스클레피오스에게 수탉 한 마리를 빚졌네."라는 말이 있다.
- 과거 로마인들은 닭의 내장이나 모이를 먹는 모습을 보고 미래를 예언했다.

## 종류 및 목적

### 육용계
고기 생산을 위해 사육되는 닭으로 대표적인 육용계는 다음과 같다.
- 육계 : 부화된 지 약 30일이면 평균 1.6~2.0kg이며, 연하며 주로 통닭구이용으로 소비되고 있다. 보통 브로일러가 사육된다.
- 삼계 : 450~650g, 육계에 비해 살이 적고 날씬하며, 육질은 육계에 비해 쫄깃쫄깃 한 맛은 적으나 부드러운 맛이 있어 삼계탕에 많이 이용된다.
- 백세미 : 산란계 암탉에 육용종계 수탉을 교미하여 나온 잡종으로 500~700g으로 키워 삼계탕용으로 개발한 닭이다.
- 토종닭 : 순수 토종닭은 거의 없으나 복원 중이고, 외국에서 수입된 품종을 개량 또는 직접 키워 나온 닭으로 다른 닭에 비해 사육기간이 길어 쫄깃한 맛이 많다.
- 플리머스록 : 간혹 산란계로 기르는 경우도 있다.
- 오골계
- 연산 오계
- 코니시(인디안 게임) : 과거에는 투계로 길렀었다.
- 저지 자이언트 : 현존하는 닭 중에 브라마보다도 큰 품종이다.

### 산란계
고기를 목적으로 하기 보다는 주로 알 생산을 목적으로 기른 닭으로 1년에 최소한 150개 이상의 알을 낳는다. 수탉 없이도 암탉 혼자서 무정란을 낳는다. 대한민국에서는 보통 하이라인 브라운을 사육한다.
- 하이라인 브라운
- 레그혼 : 영미권에서 개량된 닭으로 1년에 280~300~320개까지 알을 낳을 수 있다. 다만 알을 품을 수 있는 능력이 없다.
- 미노르카
- 하이라인 화이트
- 오스트랄로프 : 1년에 300개 이상의 알을 낳는 종이다.

### 종계
암수가 있어 병아리 부화용 수정란을 낳는 닭으로 육용종계와 산란종계, 토종종계 등이 있다.

### 관상계
주로 개인이 관상하거나 품평회를 위해 사육한다.
- 세라마
- 오골계
- 세브라이트 : 금수남, 은수남 총 두 종류다. 영미권에서 개량되었고, 포란 능력은 없다.
- 고양 긴꼬리닭
- 소국 : 일본에서 개량되었다.
- 피닉스
- 오나가도리 : 일본에서 개량되었다. 멸종위기에 처해 있으며 일본 천연기념물로 보호받으며 반출을 엄격하게 제한하고 있다.
- 동천홍 : 수탉의 울음소리가 7초를 넘어가는 종류로 유명하다.
- 폴리시
- 햄버그
- 로즈콤
- 오핑턴
- 브라마 : 현존하는 닭 중에도 덩치가 두 번째로 큰 편이다. 과거에는 육계로도 길렀으나 현재는 관상계이다.
- 데니즐리 : 터키에서 개량되었으며 수탉의 울음소리가 30초를 넘어가는 종류로 유명한 품종이다.
- 부티드 반탐
- 바르뷔 뒤끌르 : 벨기에에서 개량되었다. 포란 능력은 세브라이트와 마찬가지로 없다.

#### 투계
닭싸움에 최적화된 닭이다. 대표적으로 샤모가 있으며 최근에는 관상용으로도 인기가 많다.
- 샤모
- 말레이 투계
- 아메리칸 게임
- 올드 잉글리쉬 게임
- 수마트라
- 타이 게임

## 유전자 및 질병
2004년 12월 9일 국제 닭 게놈 염기서열 해독 컨소시엄(International Chicken Genome Sequencing Consortium)은 닭의 유전자 지도를 발표했다.
닭의 질병 중 대표적인 것으로 조류 독감이 있다.

## 대량생산
현재 대부분의 식용 닭들은 공장형 농장에서 대량생산되고 있다. PETA와 같은 동물권 보호 단체들은 이 생산과정이 동물학대행위라고 비판하고 있다. 2007년 KBS 환경스페셜에서 방영된 '동물공장 2부작, 산란기계-닭'편에서는 열악한 환경속에서 어린 병아리의 부리를 자르고 성장 촉진제를 먹여 인위적으로 달걀을 대량으로 생산하는 닭 농장의 실태를 보여주고 있다.

## 닭요리
- 삼계탕
- 닭개장
- 닭갈비
- 불닭
- 통닭
- 닭볶음탕
- 닭튀김
- 깐풍기
- 치킨 (한국 음식)
- 양념치킨
- 파닭

## 관련 단체
- 대한양계협회
- 한국계육협회
- 한국토종닭협회

## 닭이 모티브인 캐릭터
- 꾸러기 수비대 - 키키
- 디즈니 시리즈 - 자이로 기어루스, 판치토 피스톨레스
- 디지몬 시리즈 - 꼬끼몬, 신드라몬
- 록맨 X8 - 번 코케코커
- 포켓몬스터 - 번치코 계열

## 같이 보기
- 연산 화악리의 오계
- 오골계
- 치킨
- 달걀
- 케이폰

## 참고 문헌
1. ↑  제주 방언으로는 '빙애기'라고도 한다.[14][15]

- 이 문서에는 다음커뮤니케이션(현 카카오)에서 GFDL 또는 CC-SA 라이선스로 배포한 글로벌 세계대백과사전의 내용을 기초로 작성된 글이 포함되어 있습니다.